# Sørlandet (fartyg)
Sørlandet är en norsk fullriggare och skolfartyg som byggdes 1927 i Kristiansand i Norge. Det är världens äldsta fartyg av denna typ som fortfarande är i drift.
Fartyget byggdes, efter en donation av skeppsredare O.A.T. Skjelbred, för att ge grundutbildning till sjömän för norska örlogs- och 
handelsflottan.
Under andra världskriget användes hon som förläggning för tyska ubåtsbesättningar i Kirkenes och som fängelse för desertörer.
Fartyget har renoverats flera gånger, senast 2020, och försetts med modern navigations- och säkerhetsutrustning. Exteriören är dock bevarad. År 1958 försågs hon med en motor på 560 hästkrafter som i lugnt väder ger en hastighet på 8 knop. Normalt går dock Sørlandet fortare för segel än för motor.
Sørlandet togs ur tjänst under slutet av 1960-talet och såldes 1974 till skeppsredare Jan Staubo i Oslo. Efter en konkurs 1977 köptes hon av rederiet Skjelbred och skänktes till Kristiansands kommun. Sedan 2014 drivs en internationell gymnasieutbildning, A+ World Academy, på fartyget.